# CD132
CD132  známý jako interleukin-2 receptor  podjednotky gama nebo IL-2RG nebo  (γc), je cytokinní receptroová glykoptoteinová podjednotka, která je společná receptorovým komplexům nejméně šesti různých interleukinních receptorů: IL-2, IL-4, IL-7, IL-9, IL-15 a interleukin-21 receptoru. Patří do  typu I cytokiních receptorů exprimovaných na většině populací  lymfocytů (bílé krvinky)  a jeho gen se nachází na chromosomu X savců.
Tento protein se nachází na povrchu nezralých krvetvorných buněk v kostní dřeni. Jeden konec proteinu je umístěn vně buňky, kde se váže na cytokiny a druhý konec proteinu je umístěna v interiéru buňky, kde vysílá signály do buněčného jádra. Společné gama řetězce sdílí s jinými proteiny pro přímou produkci krvetvorných buněk, které tvoří lymfocyty. Receptor také řídí růst a zrání lymfocytů T buněk, B buněk a nk buněk. Tyto buňky ničí viry, vytvářejí protilátky, a pomáhají regulovat imunitní systém.

## Gen
U lidí je CD132 kódován  genem IL2RG. lLdský IL2RG gen se nachází na dlouhém (q) ramenu chromosomu X na pozici 13.1, od bázického páru 70,110,279 do 70,114,423.

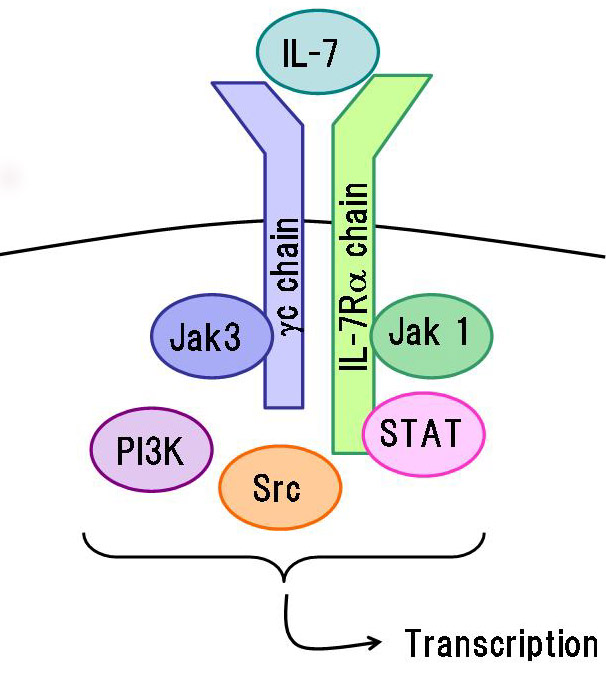
IL-7 receptor a signalizace, společný γ řetězec (modrá) a IL-7 receptor-α (zelená)

## Struktura
CD132  je integrální membránový protein , který obsahuje extracelulární, transmembránové a intracelulární domény.

## Funkce
Lymfocyty produkující CD132 mohou tvořit receptory pro tyto cytokíny , které přenášejí signály z jedné buňky do druhé a přímo řídí buněčnou diferenciaci.

### Ligandy
CD132 spolupracují s jinými receptory specifických ligandů pro ovládnutí  lymfocytů jako odpovědi na mnohé cytokiny, např. IL-2, IL-4, IL-7, IL-9, IL-15 a IL-21.

### Signalizace
IL2RG komunikuje s Janus kinázou 3.